# スタン・スミス
スタンリー・ロジャー・"スタン"・スミス (Stanley Roger "Stan" Smith, 1946年12月14日 - )は、アメリカ合衆国カリフォルニア州パサデナ出身の男子テニス選手。1960年代後半から1970年代前半にかけて、アメリカを代表する選手として活躍した。デビスカップアメリカ代表に「7勝」をもたらした選手としてよく知られ、当時のアメリカの国民的英雄でもあった。プロテニス選手としてシングルス48勝、ダブルス61勝のタイトルを挙げ、通算「109勝」を記録した。優れたテニスコーチとしても有名である。

## 来歴
スミスは学生時代に南カリフォルニア大学のエースとして、1968年に「全米学生テニス選手権」の男子シングルスで優勝した。この大会では1967年と1968年にダブルス2連覇もあるが、この頃から組んでいたダブルス・パートナーのボブ・ルッツとのペアは、後に4大大会で「5勝」を挙げるほどの名コンビになった。1968年からデビスカップアメリカ代表に選ばれ、同年から1972年までアメリカ代表の「5連覇」に貢献した。
1968年にテニス界は「オープン化」という措置を取り、4大大会にプロテニス選手の出場を解禁した (以降を「オープン化時代 (Open Era)」と呼ぶ)。この過渡期において、全米オープン」がオープン化されたが、この1968-1969年の2年間に限っては「全米選手権大会 (US National Champ)」が年2回別途開催された。スタン・スミスは1969年のこの大会で優勝した。ただしこれは全米オープン選手権大会の公式優勝記録には数えられない。
1971年ウィンブルドン選手権でスタン・スミスは初めての決勝進出を果たす。相手は大会前年優勝者のジョン・ニューカムであったが、この時は2時間50分の試合時間の末に3-6, 7-5, 6-2, 4-6, 4-6のフルセットでニューカムに敗れた。続く全米オープンで、スミスはついに公式の優勝を飾る。この決勝戦では、1970年-1971年全仏オープンで2連覇を達成したチェコスロバキアのヤン・コデシュを3-6, 6-3, 6-2, 7-6で破った。1972年ウィンブルドン選手権で、スミスは2年連続の決勝に進出し、今度はルーマニアのイリ・ナスターゼを試合時間 2時間41分の4-6, 6-3, 6-3, 4-6, 7-5のフルセットでナスターゼを破ってウィンブルドン初優勝を飾った。ルーマニアとはデビスカップでもライバルで、1968年から1972年までの大会5連覇の間に、1969年・1971年・1972年の3度ルーマニア代表と決勝を戦っている。

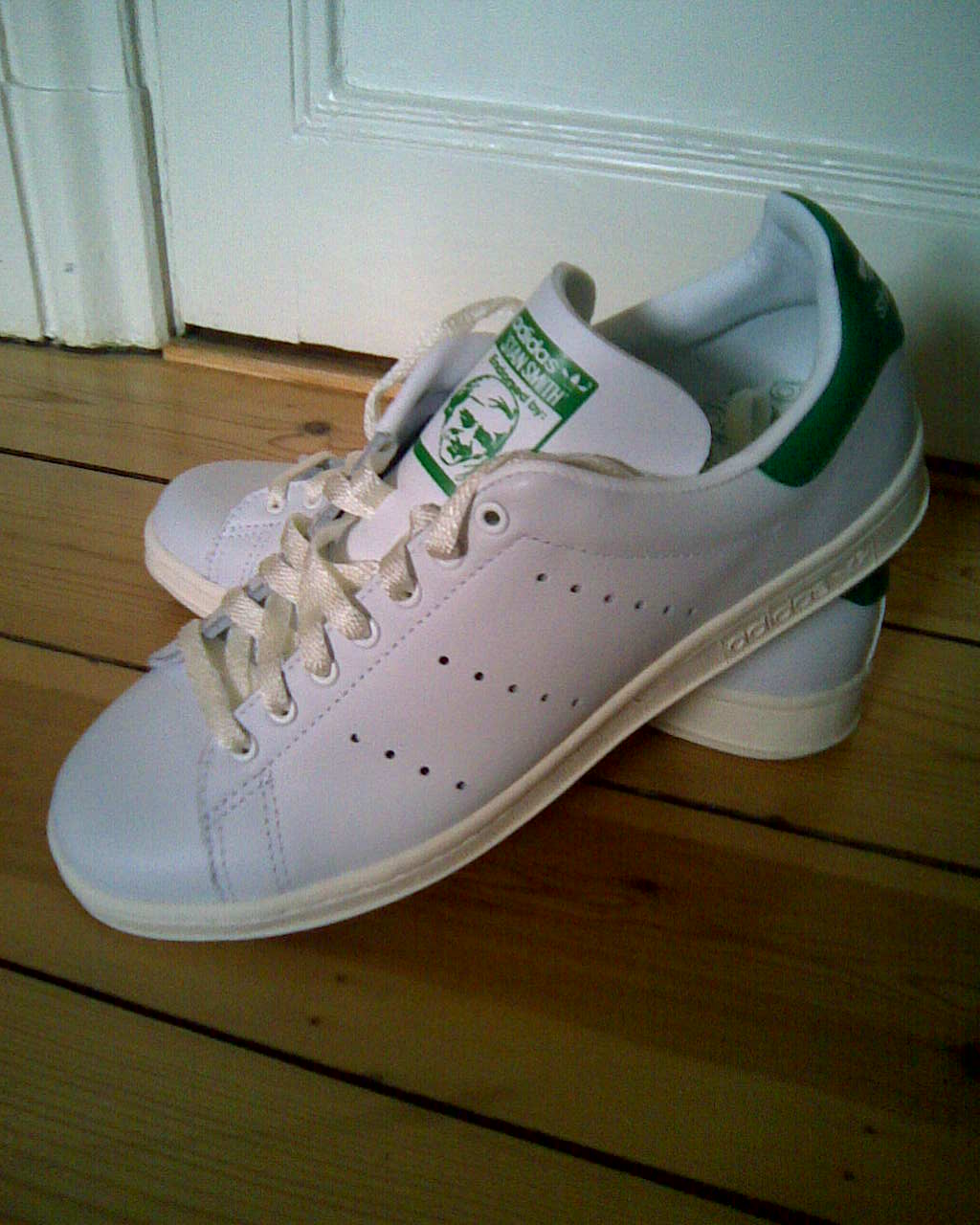
アディダス スタン・スミス

スタン・スミスはダブルスでも、学生時代からパートナーを組んでいたボブ・ルッツとのペアで抜群の強さを発揮した。スミス&ルッツ組は、全米オープンの男子ダブルスで4勝、全豪オープンでは1勝(1970年)を挙げた。スミスはシングルス選手としての全盛期が過ぎた後も、1978年と1979年のデビスカップではルッツとのダブルスで2度の優勝に貢献した。こうしてスミスは、デビスカップで史上最多の「7勝」を挙げた選手としてテニスの歴史に名前を残すことになった。1987年に国際テニス殿堂入りを果たしている。
アディダスがスタン・スミスの名前を付けたシューズ「スタン・スミス」（Adidas Stan Smith）を発売している。

## 4大大会優勝
- 全豪オープン　男子ダブルス：1勝（1970年）
- ウィンブルドン　男子シングルス：1勝（1972年）
- 全米オープン　男子シングルス：1勝（1971年）／男子ダブルス：4勝（1968年、1974年、1978年、1980年）

| 年     | 大会           | 対戦相手         | 試合結果                |
| ------ | -------------- | ---------------- | ----------------------- |
| 1971年 | 全米オープン   | ヤン・コデシュ   | 3-6, 6-3, 6-2, 7-6      |
| 1972年 | ウィンブルドン | イリ・ナスターゼ | 4-6, 6-3, 6-3, 4-6, 7-5 |